# Super League 2024-2025 (Brunei)
La Brunei Super League 2024-2025 è stata la decima edizione della Brunei Super League, massima serie del campionato Bruneiano di calcio. Il campionato è iniziato il 30 agosto 2024 e si è concluso il 2 febbraio 2025.
La squadra campione in carica era il Kasuka, vincitore dell'edizione interrotta del 2023, e che si è riconfermata vincendo il suo secondo titolo nazionale.

## Stagione

### Novità
Dall'edizione precedente si registrano le defezioni di Bakes e IKLS, che hanno comunicato sulle rispettive pagine social il ritiro dalla nuova stagione. In aggiunta, all'annuncio del campionato il Setia Perdana è stato escluso dalle squadre partecipanti. Il DPMM, squadra bruneiana che gioca nella Singapore Premier League, ha iscritto una propria rappresentativa al campionato, come fatto nella stagione 2020.

### Formula
Le 14 squadre partecipanti giocano un girone all'italiana con gare di sola andata, per un totale di 13 giornate. Al termine del campionato, la squadra prima classificata è campione del Brunei e si qualifica per la AFC Champions League Two 2025-2026. Non sono previste retrocessioni.

## Squadre
| Club          | Distretto    |
| ------------- | ------------ |
| AKSE Bersatu  | Brunei-Muara |
| MS ABDB       | N.D.         |
| BSRC          | Belait       |
| DPMM II       | Brunei-Muara |
| Indera        | Brunei-Muara |
| Jerudong      | Brunei-Muara |
| Kasuka        | Brunei-Muara |
| Kota Rangers  | Brunei-Muara |
| Kuala Belait  | Belait       |
| Lun Bawang    | Temburong    |
| MS PDB        | N.D.         |
| Panchor Murai | Brunei-Muara |
| Rimba Star    | Brunei-Muara |
| Wijaya        | Brunei-Muara |

## Classifica Finale
|                   | Pos. | Squadra       | Pt | G  | V  | N | P  | GF | GS | DR  |
| ----------------- | ---- | ------------- | -- | -- | -- | - | -- | -- | -- | --- |
| Brunei (bandiera) | 1.   | Kasuka        | 37 | 13 | 12 | 1 | 0  | 93 | 8  | +85 |
|                   | 2.   | DPMM II       | 36 | 13 | 12 | 0 | 1  | 62 | 10 | +52 |
|                   | 3.   | Indera        | 32 | 13 | 10 | 2 | 1  | 63 | 8  | +55 |
|                   | 4.   | Kota Rangers  | 27 | 13 | 9  | 0 | 4  | 36 | 24 | +12 |
|                   | 5.   | MS PDB        | 25 | 13 | 8  | 1 | 4  | 31 | 17 | +14 |
|                   | 6.   | MS ABDB       | 24 | 13 | 7  | 3 | 3  | 36 | 11 | +25 |
|                   | 7.   | Wijaya        | 19 | 13 | 6  | 1 | 6  | 32 | 38 | +6  |
|                   | 8.   | Rimba Star    | 16 | 13 | 5  | 1 | 7  | 23 | 46 | -23 |
|                   | 9.   | AKSE Bersatu  | 14 | 13 | 4  | 2 | 7  | 29 | 36 | -7  |
|                   | 10.  | Kuala Belait  | 10 | 13 | 3  | 1 | 9  | 20 | 36 | -16 |
|                   | 11.  | Jerudong      | 10 | 13 | 3  | 1 | 9  | 11 | 53 | -42 |
|                   | 12.  | Panchor Murai | 10 | 13 | 3  | 1 | 9  | 11 | 55 | -44 |
|                   | 13.  | BSRC          | 6  | 13 | 2  | 0 | 11 | 17 | 48 | -31 |
|                   | 14.  | Lun Bawang    | 0  | 13 | 0  | 0 | 13 | 6  | 80 | -74 |

Legenda:

      Campione di Brunei e ammesso ai play-off della AFC Challenge League 2025-2026
Regolamento:
Tre punti a vittoria, uno a pareggio, zero a sconfitta.
In caso di arrivo di due o più squadre a pari punti, la graduatoria verrà stilata secondo la classifica avulsa tra le squadre interessate che prevede, in ordine, i seguenti criteri:
- Punti negli scontri diretti.
- Differenza reti negli scontri diretti.
- Differenza reti generale.
- Reti realizzate in generale.
- Sorteggio.

Note: